# La Caseta de la Música
La Caseta de la Música és una obra modernista de l'Arboç (Baix Penedès) inclosa a l'Inventari del Patrimoni Arquitectònic de Catalunya.

## Descripció
Prop del llac dels jardins de la Torre de Bellesguard hi ha l'anomenada caseta de la música. Totalment realitzada amb pedres naturals i còdols. Es compon de dues estructures unides per una petita galeria, on s'accedeix mitjançant unes escales. A la dreta hi ha una torre circular amb una petita porta i a l'esquerra de la galeria una petita habitació de teulada inclinada amb un pòrtic de quatre columnes.

## Història
Hom creu que era un colomar. Damunt la torre circular hi havia fins fa poc un dipòsit per a l'aigua.